# Reinhold Brunzel

Reinhold Brunzel

Friedrich Erdmann Reinhold Brunzel (* 14. Juli 1866 in Kottwitz, Kreis Sagan; † 9. April 1945 in Berlin) war ein deutscher Politiker (SPD).
Brunzel, Sohn des Maurers Friedrich Ernst Brunzel und dessen Ehefrau Johanna Rosine Hein, besuchte die Volksschule in Kottwitz. Anschließend erlernte er das Tischlerhandwerk. In den 1890er Jahren lebte er – wie auch sein jüngerer Bruder Friedrich Ernst Benno Brunzel – in Berlin und heiratete dort 1894 Anna Olesch, Tochter eines Tischlermeisters aus Oberschlesien.
Dem Reichstagshandbuch zufolge war er besonders im Kleinhausbau und im Siedlungswesen tätig. Als junger Mann trat er in die Sozialdemokratische Partei Deutschlands (SPD) ein. Spätestens nach dem Ersten Weltkrieg arbeitete Brunzel als Geschäftsführer im ostpreußischen Lyck. 
Bei der Reichstagswahl vom Juni 1920 wurde Brunzel als Kandidat der SPD für den Wahlkreis 1 (Ostpreußen) in den Reichstag gewählt, dem er bis zum Februar 1921 angehörte, als er wegen der Ungültigkeit seiner Wahl aus dem Parlament ausschied. Daneben war Brunzel Mitglied der Stadtverordnetenversammlung und des Kreistages in Lyck.